# Miedzechów
Miedzechów is een plaats in het Poolse district  Grójecki, woiwodschap Mazovië. De plaats maakt deel uit van de gemeente Jasieniec en telt 160 inwoners.